# Diaphus whitleyi
Diaphus whitleyi är en fiskart som beskrevs av Fowler, 1934. Diaphus whitleyi ingår i släktet Diaphus och familjen prickfiskar. Inga underarter finns listade i Catalogue of Life.